# Брантевіцький вугор
Брантевіцький вугор (швед. Branteviksålen) — вугор, який нібито помер у віці 155 років, і вважається найстарішим вугром у світі.
У Швеції раніше вугрів запускали в колодязі (їх так і називали «колодязьними вуграми»). Їхня робота полягала в тому, щоб зберегти воду чистою, поїдаючи комах, черв'яків і мишей, які потрапляли в колодязь.
Згідно з історією, восьмирічний Самуель Нільссон запустив вугра в колодязь у селі Брантевік в муніципалітеті Сімрісхамн в провінції Сконе в 1859 році. Через сто років вугор був представлений у шведській пресі як «зоологічне диво» на честь свого дня народження. Він також з'являвся в книгах і на телебаченні. У квітні 2008 року про вугра вийшла програма на шведському телебаченні.
Вугра знайшли мертвим 5 серпня 2014 року, коли нинішній власник будинку мав показати його гостям. Вугор був заморожений і відправлений на експертизу до Шведського сільськогосподарського університету в Стокгольмі, щоб дізнатися його точний вік. В іншому колодязі у дворі будинку залишився ще один вугор, якому, як стверджується, 110 років. Зазвичай вугри живуть близько 15-20 років, але, за словами шведського дослідника, цілком можливо, що вугор може досягати навіть більше 150 років.